# (5215) Tsurui
(5215) Tsurui est un astéroïde de la ceinture principale.

## Description
(5215) Tsurui est un astéroïde de la ceinture principale. Il fut découvert le 9 janvier 1991 à Kushiro par Masanori Matsuyama et Kazuro Watanabe. Il présente une orbite caractérisée par un demi-grand axe de 2,68 UA, une excentricité de 0,15 et une inclinaison de 14,1° par rapport à l'écliptique.

## Compléments